# Metius
 (février 2021).
Si vous disposez d'ouvrages ou d'articles de référence ou si vous connaissez des sites web de qualité traitant du thème abordé ici, merci de compléter l'article en donnant les références utiles à sa vérifiabilité et en les liant à la section « Notes et références ».
Pour les articles homonymes, voir Metius (cratère) et Jacob Metius.
Pour l’article ayant un titre homophone, voir Mettius.
Adriaan Adriaanszoon, surnommé Adrien ou Adrianus Metius, né à Alkmaar (Hollande-Septentrionale) le 9 décembre 1571 et mort à Franeker (Frise) le 6 septembre 1635, géomètre et astronome flamand. Le surnom Metius provient du mot néerlandais meten, « mesurer », et signifie donc « mesureur » ou « arpenteur ».

## Père et frère
Le père de Metius Adriaan Anthonisz est aussi un mathématicien, cartographe et ingénieur militaire qui, à partir de 1582 est bourgmestre d'Alkmaar.
Le frère de Metius, Jacob Metius est opticien. Également né à Alkmaar, il meurt entre 1624 et 1631. Rien n'est connu de lui en dehors du fait qu'il est un inventeur possible de la lunette astronomique, avec Hans Lippershey et Zacharias Janssen, ayant déposé un brevet en 1608.

## Éducation
Metius étudie la philosophie (les sciences) à partir de 1589 à l'université de Franeker, récemment fondée. Il poursuit ses études à l’université de Leyde en 1594, sous la direction de Rudolph Snellius (en). Il travaille brièvement pour Tycho Brahe sur la petite île de Hven où Brahe a construit deux observatoires, puis à l’université de Rostock et d'Iéna où il donne des conférences en 1595. Ensuite, il retourne à Alkmaar pour aider son père, dans le génie, pour inspecter des fortifications et travaille également comme professeur de mathématiques à Franeker. Son enseignement est principalement destiné à former des arpenteurs.
À l'université de Franeker, il est embauché comme professor extraordinarius en 1598, et travaille de 1600 à 1635 comme professor ordinarius de mathématiques, navigation, arpentage, génie militaire et astronomie. Il obtient l'autorisation d'enseigner en langue vernaculaire plutôt qu'en latin. Il est recteur de l'université en 1603 et 1632.

## Œuvres

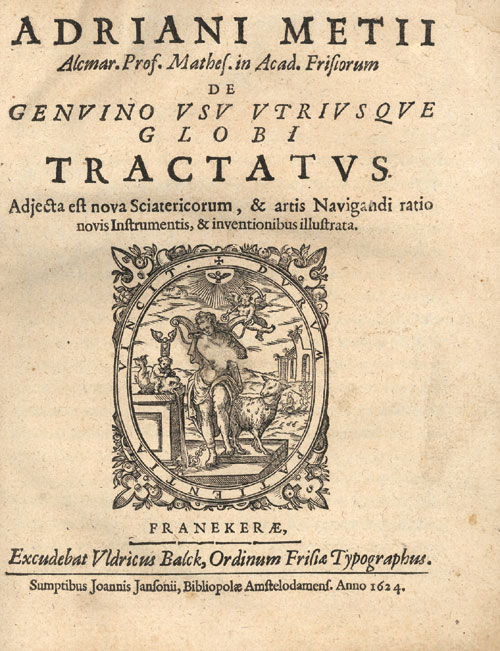

Bien qu'il ait tourné l'astrologie en ridicule, Metius aurait longuement étudié l'alchimie, notamment la recherche de la pierre philosophale.
Metius publia des traités sur l'astrolabe et l'arpentage. Ses travaux incluent Arithmeticæ et geometriæ practica (1611), Institutiones Astronomicae Geographicae et Arithmeticæ libri duo : et geometriæ libri VI (1640). Metius fabriqua des instruments astronomiques et développa une nouvelle forme de bâton de Jacob.
En 1585, son père donna pour pi la valeur approchée 355/113. Metius publia plus tard les travaux de son père, et le nombre 355/113 est traditionnellement appelé le « nombre de Metius ».

## Hommages

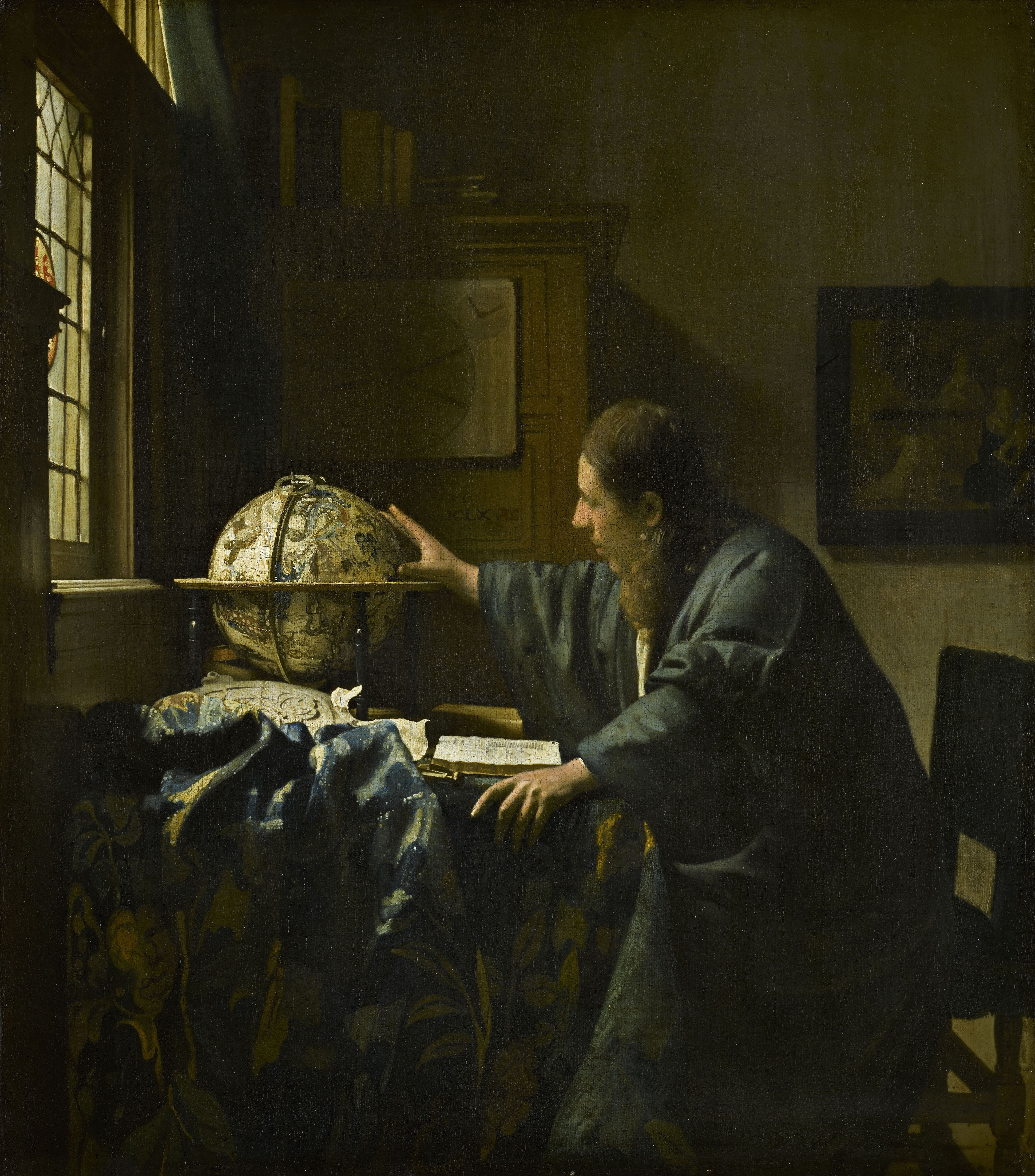
L'Astronome de Vermeer.

Le cratère lunaire Metius est ainsi nommé en son honneur.
Sur le tableau de Vermeer, L'Astronome (1668), le livre posé sur la table a été identifié comme la deuxième édition, datée de 1621, des Institutiones Astronomicae Geographicae de Metius. Il est ouvert au Livre III, où l'« inspiration de Dieu » est recommandée pour la recherche astronomique avec la connaissance de la géométrie et l'aide d'instruments mécaniques.
- (en) Cet article est partiellement ou en totalité issu de l’article de Wikipédia en anglais intitulé « Metius » (voir la liste des auteurs).